# Pseudopyrgus curtipennis
Pseudopyrgus curtipennis is een rechtvleugelig insect uit de familie Trigonopterygidae. De wetenschappelijke naam van deze soort is voor het eerst geldig gepubliceerd in 1966 door Kevan.